# 尤拉克蓬塔山 (安卡什大區)
10°16′07″S 77°17′27″W / 10.26861°S 77.29083°W
尤拉克蓬塔山（Yuraq Punta），是秘魯的山峰，位於該國北部安卡什大區，由卡哈凱區和卡哈馬爾基利亞區負責管轄，屬於安地斯山脈的一部分，海拔高度4,800米。